# Cebus malitiosus
Il cebo di Santa Marta (Cebus malitiosus Elliot, 1909) è una delle quattordici specie attualmente accreditate di Cebus.
Il colore è prevalentemente bruno scuro, con una banda giallastra su ambedue le spalle. Rispetto al cebo dalla fronte bianca, suo stretto parente, l'area chiara sulla fronte è meno estesa, mentre i fianchi ed il torso sono più chiari. Il colore delle braccia, inoltre, è solitamente uguale a quello del dorso.